# Tura (Hungria)
Tura é uma cidade da Hungria, situada no condado de Peste. Tem 55,92 km² de área e sua população em 2019 foi estimada em 7.761 habitantes.